# After the Fire
After the Fire (o ATF) fue una banda británica que partió del rock progresivo al new wave formada en Londres, en el año 1974, donde fue famosa con el sencillo "Der Komissar", una versión de la canción del cantante austríaco Falco.

## Discografía

### Álbumes de estudio
| Año  | Álbum                                                                                                   | UK | US |
| ---- | --- | -- | -- |
| 1978 | Signs of Change                                                                                         | -  | -  |
| 1979 | Laser Love                                                                                              | -  | -  |
| 1980 | 80-f | -  | -  |
| 1982 | Batteries Not Included                                                                                  | -  | -  |
| 1982 | Der Kommissar (relanzado como ATF en los EE. UU. con un listado de canciones ligeramente re-organizado) | -  | 25 |
| 2004 | Signs of Change (edición especial)                                                                      | -  | -  |
| 2005 | Der Kommissar - The CBS Recordings                                                                      | -  | -  |
| 2005 | Live at Greenbelt                                                                                       | -  | -  |
| 2006 | AT2F | -  | -  |
| 2009 | Radio Sessions 1979–1981                                                                                | -  | -  |

### EP
| Año  | EP               | UK | US |
| ---- | ---------------- | -- | -- |
| 1979 | Life in the City | -  | -  |
| 1981 | Frozen Rivers    | -  | -  |
| 1982 | Rich Boys        | -  | -  |

### Sencillos
| Año  | Sencillo                        | UK | U.S. |
| ---- | ------------------------------- | -- | ---- |
| 1979 | "One Rule For You"              | 40 | -    |
| 1979 | "Laser Love"                    | 62 | -    |
| 1979 | "Life in the City"              | -  | -    |
| 1980 | "Love Will Always Make You Cry" | -  | -    |
| 1980 | "Wild West Show"                | -  | -    |
| 1981 | "Dancing in the Shadows"        | -  | -    |
| 1981 | "Frozen Rivers"                 | -  | -    |
| 1982 | "Rich Boys"                     | -  | -    |
| 1982 | "Der Kommissar"                 | 47 | 5    |
| 1983 | "Dancing in the Shadows"        | -  | 85   |
| 1983 | "8 Ball in the Top Pocket"      | -  | -    |
| 2005 | "One Rule (For Trade Justice)"  | -  | -    |
| 2005 | "Forged From Faith"             | -  | -    |

### DVD
| Año  | Título                                                                     |
| ---- | -------------------------------------------------------------------------- |
| 2004 | "You Had To Be There" Live at Greenbelt 2004 Cat no. 985900-4 ROUGHMIX Ltd |

## Integrantes
- Datos: Q389095